# Забродзе (гміна)
Гміна Забродзе (пол. Gmina Zabrodzie) — сільська гміна у центральній Польщі. Належить до Вишковського повіту Мазовецького воєводства.
Станом на 31 грудня 2011 у гміні проживало 5771 особа.

## Площа
Згідно з даними за 2007 рік площа гміни становила 92.03 км², у тому числі:
- орні землі: 67.00%
- ліси: 24.00%

Таким чином, площа гміни становить 10.50% площі повіту.

## Населення
Станом на 31 грудня 2011:
| Опис     | Загалом | Загалом | Чоловіки | Чоловіки | Жінки | Жінки |
| -------- | ------- | ------- | -------- | -------- | ----- | ----- |
| одиниця  | осіб    | %       | осіб     | %        | осіб  | %     |
| все      | 5771    | 100     | 2891     | 50.10    | 2880  | 49.90 |
| міське   | 0       | 100     | 0        |          | 0     |       |
| сільське | 5771    | 100     | 2891     | 50.10    | 2880  | 49.90 |

## Сусідні гміни
Гміна Забродзе межує з такими гмінами: Вишкув, Домбрувка, Тлущ, Ядув.